# Représentations diplomatiques de la Zambie

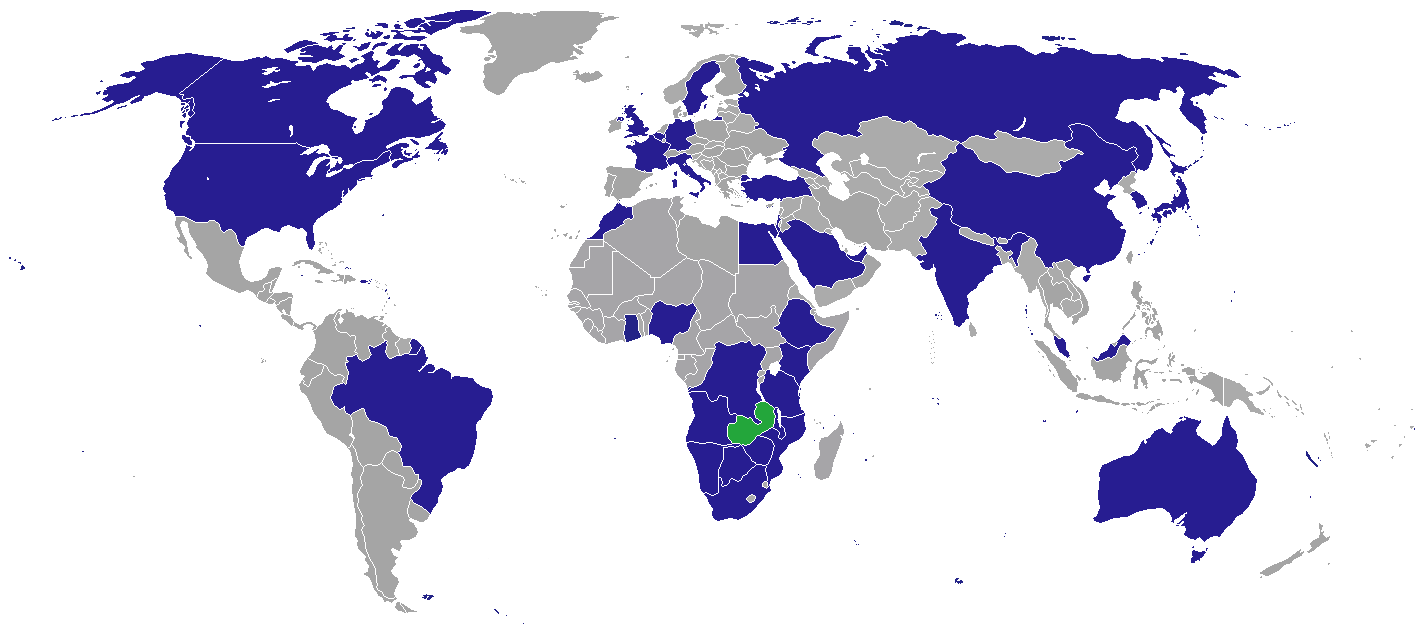
Représentations diplomatiques de la Zambie.

Voici les représentations diplomatiques de la Zambie à l'étranger :

## Afrique
- Afrique du Sud
  - Pretoria (haute commission)
- Angola
  - Luanda (ambassade)
  - Luena (consulat général)
- Botswana
  - Gaborone (haute commission)
- République démocratique du Congo
  - Kinshasa (ambassade)
- Égypte
  - Le Caire (ambassade)
- Éthiopie
  - Addis Ababa (ambassade)
- Kenya
  - Nairobi (haute commission)
- Malawi
  - Lilongwe (haute commission)
- Mozambique
  - Maputo (haute commission)
- Namibie
  - Windhoek (haute commission)
- Nigeria
  - Abuja (haute commission)
- Tanzanie
  - Dar es Salaam (haute commission)
- Zimbabwe
  - Harare (ambassade)

## Amérique
- Brésil
  - Brasilia (ambassade)
- Canada
  - Ottawa (haute commission)
- États-Unis
  - Washington (ambassade)

## Asie
- Chine
  - Pékin (ambassade)
  - Canton (consulat général)
- Corée du Sud
  - Séoul (ambassade)
- Émirats arabes unis
  - Dubaï (consulat général)
- Inde
  - New Delhi (haute commission)
- Israël
  - Tel Aviv (ambassade)
- Japon
  - Tokyo (ambassade)
- Turquie
  - Ankara (ambassade)

## Europe
- Allemagne
  - Berlin (ambassade)
- Belgique
  - Bruxelles (ambassade)
- France
  - Paris (ambassade)
- Italie
  - Rome (ambassade)
- Royaume-Uni
  - Londres (haute commission)
- Russie
  - Moscou (ambassade)
- Suède
  - Stockholm (ambassade)

## Océanie
- Australie
  - Canberra (haute commission)

## Organisations internationales
- Addis Ababa (mission permanente auprès de l'Union africaine)
- Bruxelles  (mission permanente auprès de l'Union européenne)
- Genève  (mission permanente auprès de l'Organisation des Nations unies)
- New York (mission permanente auprès de l'Organisation des Nations unies)

## Galerie

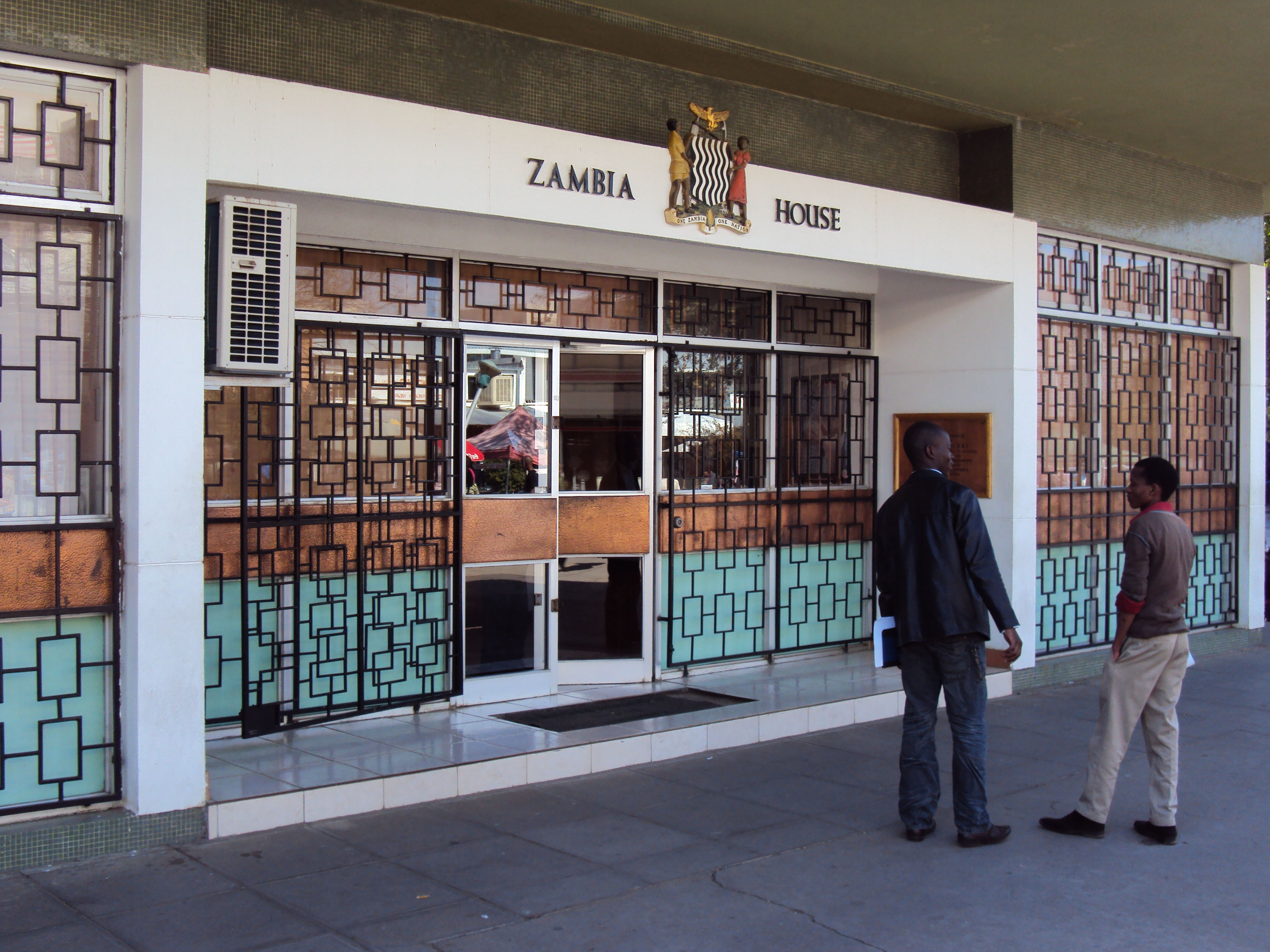
Haute commission à Gaborone.
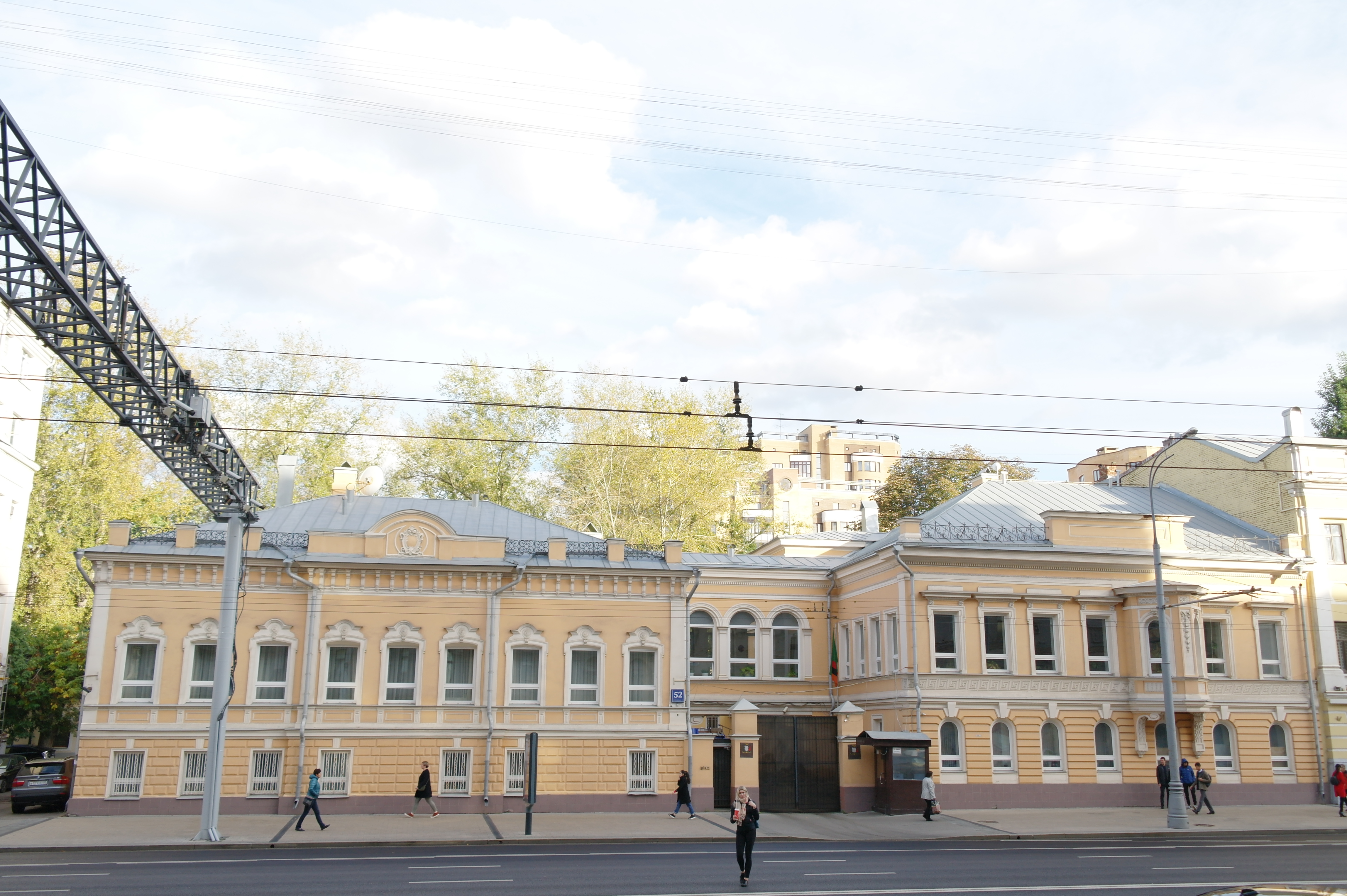
Ambassade à Moscou.
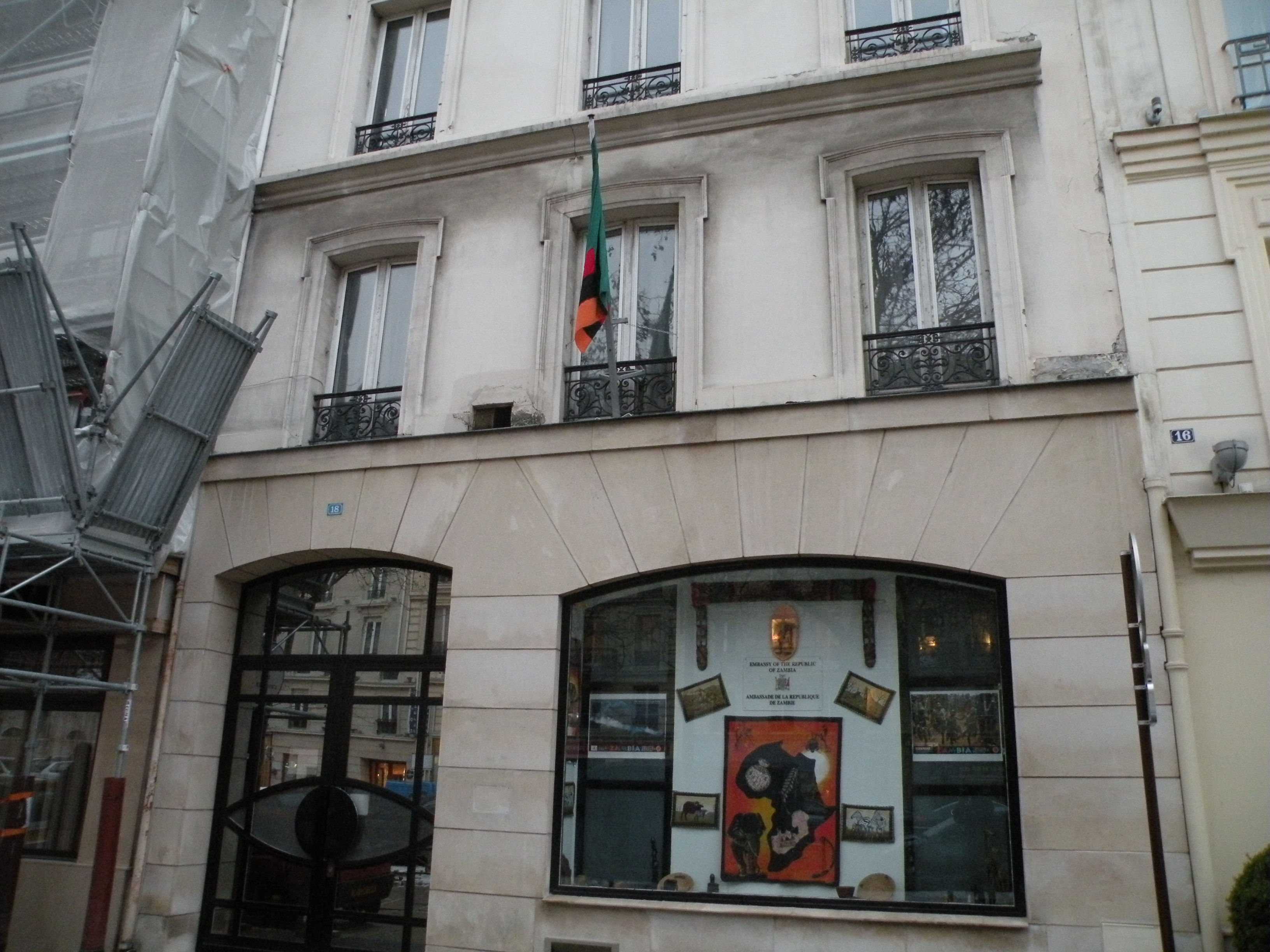
Ambassade à Paris.
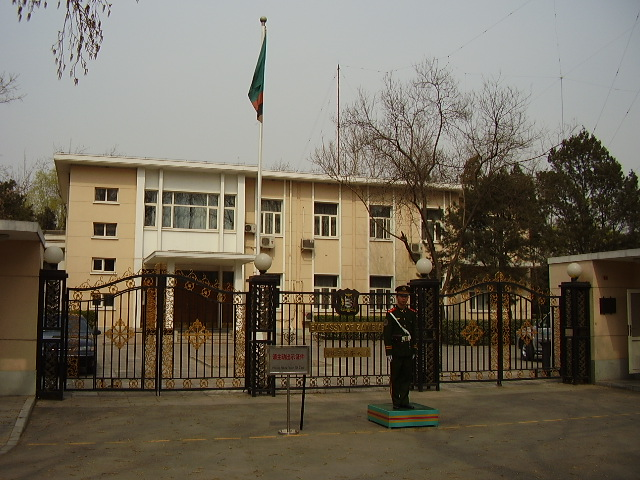
Ambassade à Pékin.
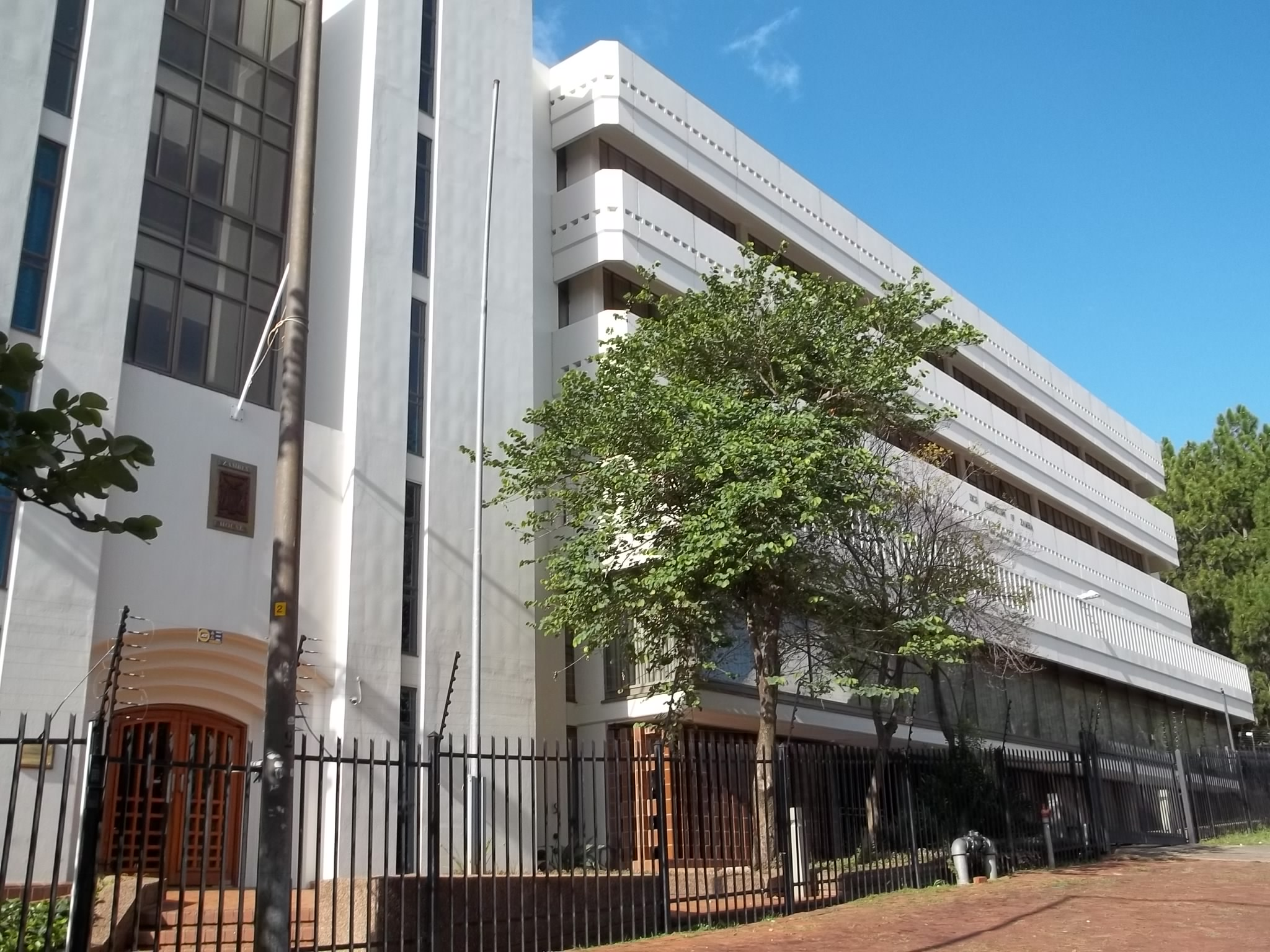
Haute commission à Pretoria.
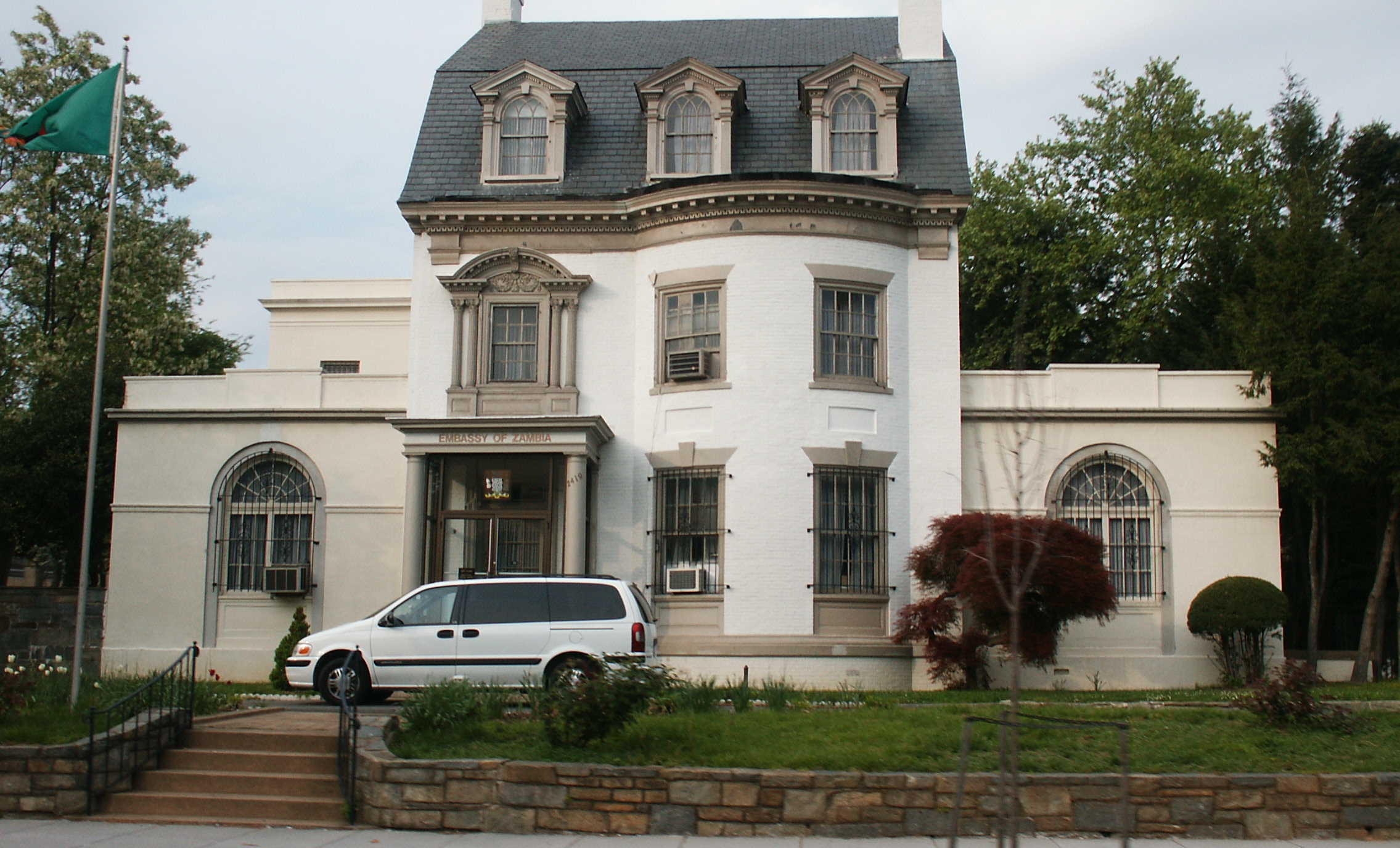
Ambassade à Washington.